# Victor Davies
Victor Albert Davies (nacido el 1 de mayo de 1939 en Winnipeg, Manitoba) es un compositor, pianista y director canadiense premiado, conocido sobre todo por su ópera Transit of Venus.

## Biografía
Como niño y adolescente, Davies estudió piano y violín, cantó en coros eclesiástica, interpretadas por bandas de jazz y rock, e hizo cursos con Ronald Gibson y Peggie Sampson en la Universidad de Manitoba. Estudió composición en la Universidad de Indiana donde se graduó en música en 1964. Entre 1968-70 lideró y compuso para un conjunto de jazz de la Third stream ("tercera corriente") y acudió a las clases de dirección de Pierre Boulez en el año 1969 en Suiza. 
En 1959 se convirtió en organista-maestro de coro en la Wesley United Church, Winnipeg donde trabajó durante muchos años. Se convirtió en director musical en el Centro Teatral de Manitoba en 1964 y en el período 1966-1970 trabajó como compositor, arreglista y director para la CBC Radio y televisión. En 1970 empezó a trabajar por libre como compositor y arreglista, y en 1977 se trasladó a  Toronto donde aún reside. Fue presidente de la Canadian League of Composers 1979-82 y empezó a sentarse en el consejo de directores de SOCAN en 1997. Fue premiado con un doctorado honorario por la Universidad de Manitoba en 2007.